# 2014年ソチオリンピックのリトアニア選手団
2014年ソチオリンピックのリトアニア選手団（2014ねんソチオリンピックのリトアニアせんしゅだん）は、2014年2月7日から23日までロシアのソチで開催されたソチオリンピックリトアニア選手団の名簿。

## 選手団
- 人員: 選手 9人
- 開会式旗手: デイヴィダス・スタグニウナス

## アルペンスキー
- ロカス・ザヴェカス

男子大回転 (63位、3:13.04)
男子回転 (途中棄権)
- イエワ・ヤヌシュケヴィチウテ

女子大回転 (途中棄権)
女子回転 (途中棄権)

## バイアスロン
- トマーシュ・カウケナス

男子10kmスプリント (48位、26:26.2)
男子12.5kmパシュート (40位、36:49.8)
男子20km個人 (23位、52:38.9)
- ディアナ・ラシモヴィチウチ

女子7.5kmスプリント (51位、23:18.6)
女子15km個人 (42位、49:32.5)

## クロスカントリースキー
- ヴィートウタス・ストロリア

男子15kmクラシカル (70位、45:08.0)
男子スキーアスロン (67位、1:20:37.2)
男子スプリント (予選敗退、70位、3:55.48)
- イングリダ・アルディショウスカイテ

女子10kmクラシカル (67位、36:52.1)
女子スプリント (予選敗退、62位、2:55.24)

## フィギュアスケート
- イザベラ・トバイアス、デイヴィダス・スタグニウナス

アイスダンス (17位、139.00)

## ショートトラックスピードスケート
- アグネ・セレイカイテ

女子500m (予選敗退、3着、45.356)
女子1000m (予選敗退、ペナルティー)
女子1500m (準決勝敗退、6着、2:20.398)